# Projecte metropolità d'Osaka

Situació geogràfica del municipi d'Osaka (en lila fosc) dins de la prefectura d'Osaka

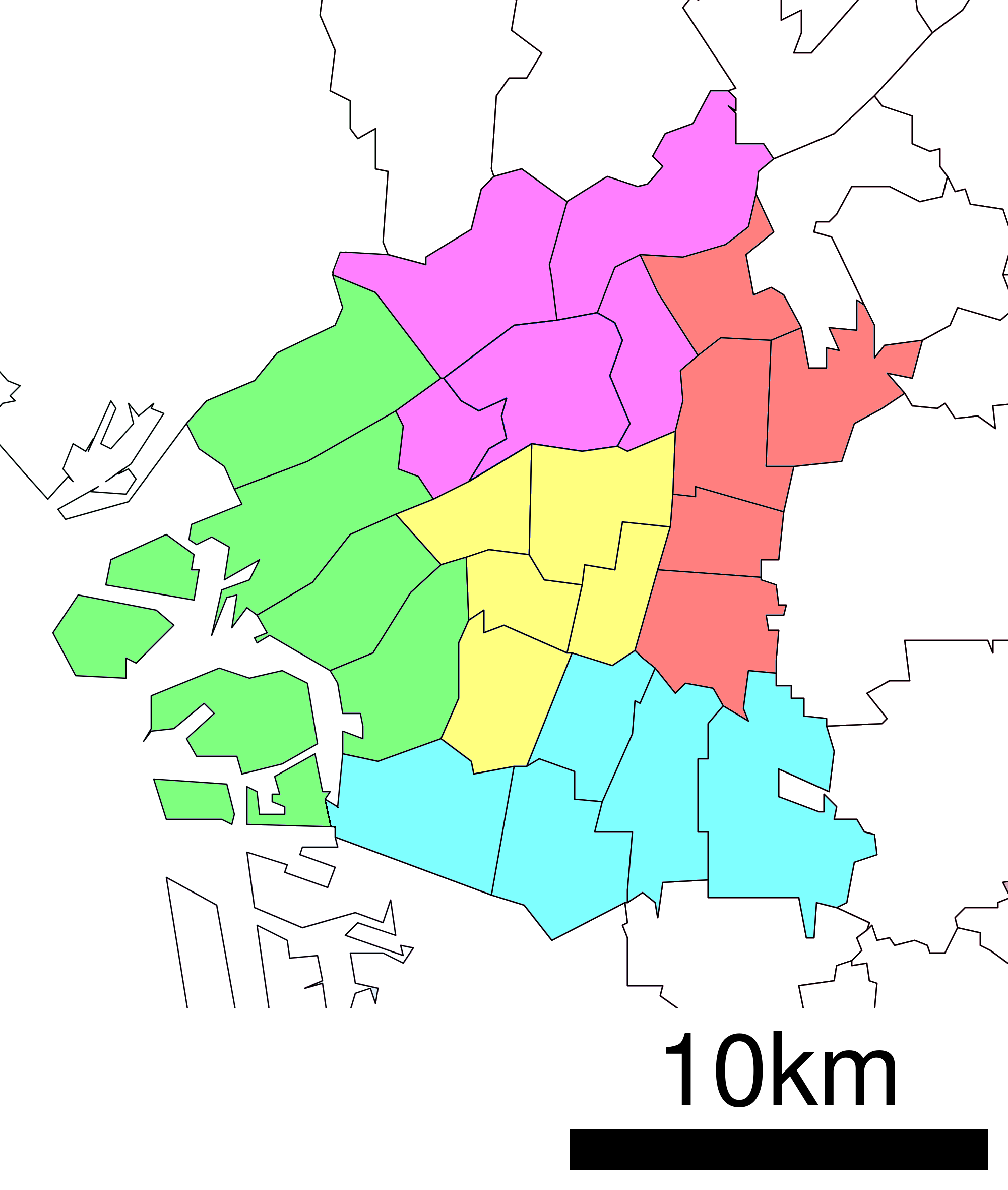
Proposta de divisió de la ciutat d'Osaka per al referèndum de 2015

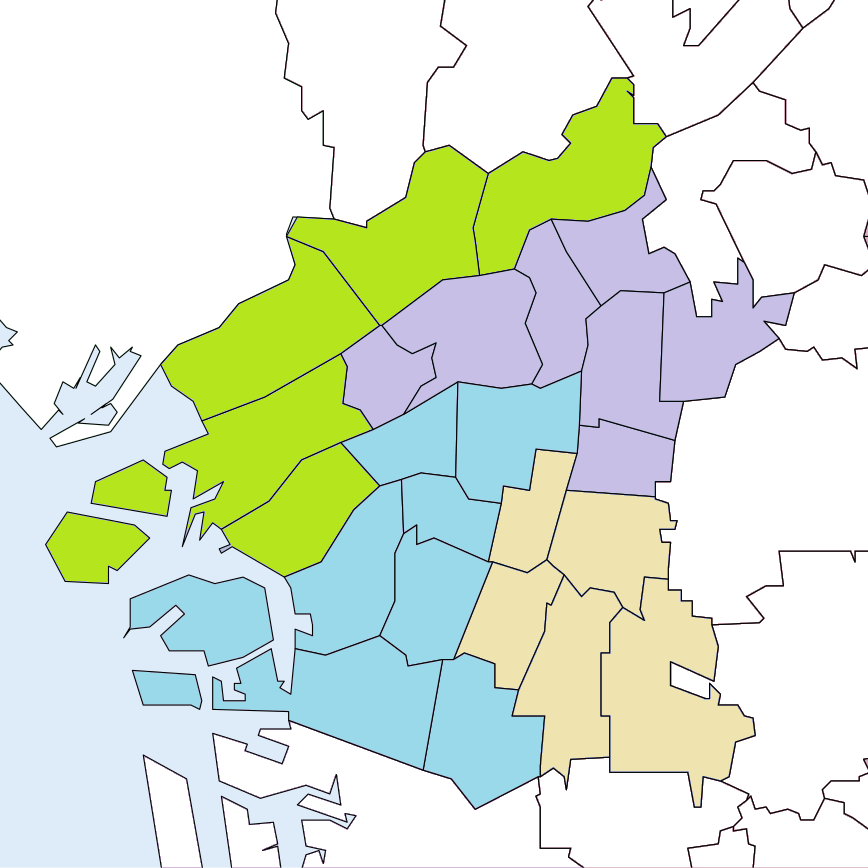
Proposta de divisió de la ciutat d'Osaka per al referèndum de 2020

El projecte metropolità d'Osaka (大阪都構想, Ōsaka-to kōsō), o simplement metròpoli d'Osaka, fou el projecte per tal de convertir la prefectura d'Osaka d'una prefectura urbana (府, fu) en una metròpoli (都, to). Sota els paràmetres del plantejament inicial, les ciutats d'Osaka, Sakai i altres municipis circundants a la capital prefectural s'haurien de dissoldre i, com ocorre a Tòquio, convertir els antics municipis en una mena de districtes especials, tot i que sense personalitat legal de municipi (com si pasa a Tòquio) i sota el control total del govern prefectural, que esdevindria un ens metropolità únic. Tant bon punt com l'oposició política al projecte anava creixent, sobretot després dels resultats electorals a les eleccions a l'alcaldia de Sakai de 2013, el projecte inicial fou reduït (al menys en una primera fase) a la dissolució de la ciutat d'Osaka. Com ocòrre a Tòquio, la metròpoli hauria continuat absorbint altres municipis de la prefectura, suprimint la seua autonomia local i servint de govern únic per a tots ells.
Aquest projecte és la punta de llança i principal política de l'Associació de la Restauració d'Osaka (ARO), un partit polític liderat per l'antic governador i alcalde d'Osaka, Tōru Hashimoto. Actualment, el partit té entre els seus membres al governador d'Osaka, a l'alcalde d'Osaka, a l'alcalde de Sakai, així com altres alcaldes a la prefectura i majoria a l'Assemblea Prefectural d'Osaka i el Consell Municipal d'Osaka, Sakai i altres municipis.
El juliol de 2012, set partits de la Dieta Nacional del Japó (PLD, PD, Kōmeitō, NPN, PVP, EPT i NPV) i el grup d'independents de la Cambra de Representants del Japó van presentar conjuntament una proposta de llei per a crear l'entramat legal que permetera la dissolució de les ciutats d'Osaka i Sakai en districtes especials, tot i que el canvia de nom de "prefectura d'Osaka" (大阪府, Ōsaka-fu) a "metròpoli d'Osaka" (大阪都, Ōsaka-to) no s'inclogué a la llei, reservant exclusivament per a Tòquio, la capital nacional, la denominació de metròpoli. La llei també permetria la dissolució d'altres ciutats i municipis adjacents per a esdevindre districtes especials i transferir les seues tasques municipals al govern prefectural. Les condicions per a l'aplicació d'aquesta futura llei serien el mínim de dos milions de persones de la fusió resultant i l'acord dels municipis implicats, tant el consell municipal com un posterior referèndum popular, així com del parlament prefectural. La llei fou aprovada per la Dieta Nacional l'agost del mateix any.
El projecte fou derrotat per un estret marge del 0,76 percent dels vots al referèndum celebrat l'any 2015 a la ciutat d'Osaka.
Després de les eleccions locals unificades d'abril de 2019 i les eleccions a l'alcaldia de Sakai de juny del mateix any, l'ARO va revalidar el seu domini al govern i parlament prefectural, així com també a les alcaldies d'Osaka i Sakai (les dues ciutat més populoses) i la majoria als seus consells municipals. Davant d'aquests resultats, altres formacions polítiques van cedir i acordaren la celebració d'un segon referèndum.
L'1 de novembre de 2020, el projecte per a dissoldre la ciutat d'Osaka en quatre districtes semiautònoms fou rebutjat en un segon referèndum. El 50,6 percent dels vots emesos van votar en contra del projecte, mentre que el 49,4 es declarà a favor. Després de la derrota a les urnes, l'aleshores alcalde d'Osaka i lider de l'ARO, Ichirō Matsui, va anunciar que es retiraria de la política quan finalitzara el seu mandat l'any 2023.